# Giusto Fernando Tenducci
Giusto Fernando Tenducci (ur. 1735 w Sienie, zm. 25 stycznia 1790 w Genui) − włoski śpiewak operowy, kastrat i kompozytor.
Ukończył konserwatorium w Neapolu. W 1753 r. zadebiutował w Wenecji jako Gasparo w operze Guinevere Ferdinanda Bertoniego. W latach 1757–1758 był aktywny w Teatro di San Carlo w Neapolu, a w latach 1758–1765 przebywał w Londynie, gdzie można go było usłyszeć zarówno w Her Majesty’s Theatre, jak i Covent Garden Theatre. Później śpiewał w Irlandii i Włoszech, po czym w 1768 r. wrócił ponownie do Londynu, gdzie pozostał prawie do końca życia. Nauczał śpiewu Wolfganga Amadeusa Mozarta w latach 1777–1778 w Paryżu. Pod wrażeniem umiejętności swojego nauczyciela, Mozart skomponował dla niego arie, która zaginęła (K. 315b). Powrócił do Włoch miesiąc przed swą śmiercią w styczniu 1790 r.
Giusto Fernando Tenducci był dwukrotnie żonaty. W 1766 lub 1767 ożenił się z Dorothy Mansell, jednak małżeństwo to zostało unieważnione w 1775 z powodu jego nieskonsumowania. Drugą żoną Tenducciego była córka irlandzkiego prawnika z Dublina, jednak i to małżeństwo zostało unieważnione z tych samych przyczyn.